# Кубок Президента (НХЛ)
Ку́бок Президе́нта (англ. Presidents' Trophy) — нагорода Національної хокейної ліги, яка вручається команді, що завершила регулярний сезон з найбільшою кількістю очок. Якщо ж дві команди набрали однакову кількість очок, то нагорода вручається тій, що має більше перемог протягом сезону. Команда-переможець отримує грошовий бонус в розмірі 350 000 канадських доларів. «Флорида Пантерс» є поточним володарем Кубку, завершивши сезон 2021—2022 з показником 122 очка та 58 перемог (з 82 ігор).

## Історія
Нагороду впроваджено на початку сезону 1985—1986 Радою Директорів НХЛ. До 1986 року найкраща команда у регулярному сезоні вивішувала банер з текстом «Чемпіони Ліги НХЛ» (англ. NHL League Champions), хоча всі команди-переможці Кубка Стенлі з 1947 року формально були чемпіонами НХЛ. Переможець отримує 350 000 канадських доларів, які розподіляються між всіма гравцями та учасниками команди. Досі лише 7 команд, які були переможцями Кубка Президента, вибороли Кубок Стенлі. Виграш Кубку дає змогу зайняти найвигіднішу позицію для здобуття Кубку Стенлі, оскільки команда отримує перевагу в іграх на домашньому льоду протягом всіх раундів плей-оф, включаючи фінал.
З 1937 по 1968 роки роль Кубка Президента відігравав Приз принца Уельського. З початком Сучасної Ери та розширенням ліги у сезоні 1967—1968 було створено Західний дивізіон, і Приз принца Уельського почали вручати переможцю регулярного сезону Східного дивізіону НХЛ. Проте не було нагороди яка б вручалася команді, що завершила сезон з найкращим загальним показником. З 1981 року Приз принца Уельського та Приз Кларенса С. Кемпбела почали вручати переможцям плей-оф конференцій. Грошові винагороди гравцям почали видавати у тому ж сезоні, що й впровадили сам трофей.
Єдина команда, яка виграла Кубок Президента більше ніж тричі — «Детройт Ред-Вінгс». У них шість перемог. Однак «Монреаль Канадієнс» 21 раз завершували регулярний сезон у верхівці турнірної таблиці, хоча у той час Кубка Президента не було. Другий показник за Детройтом (18 перемог).

## Переможці

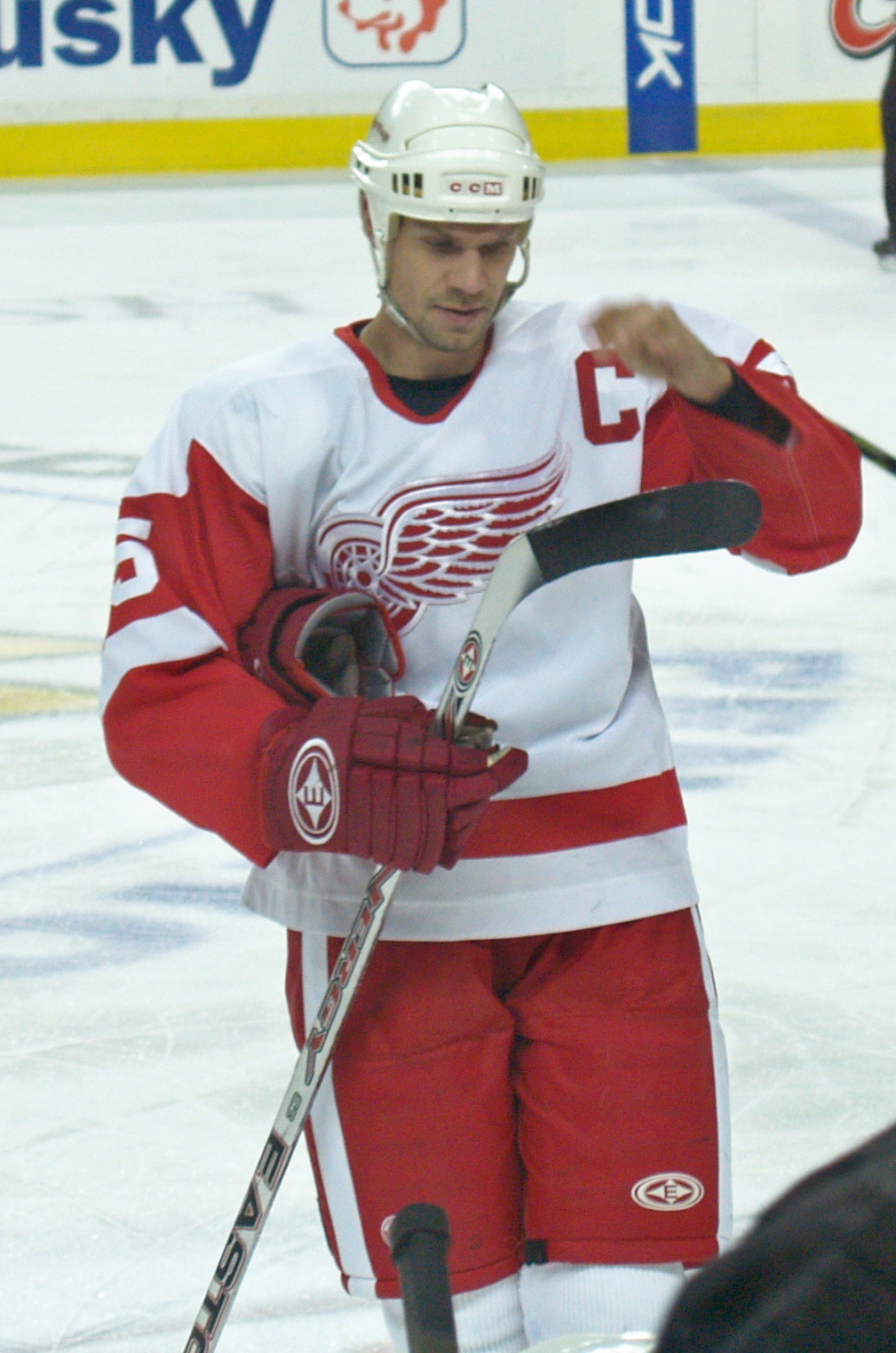
Гравець «Детройт Ред-Вінгс» Ніклас Лідстрем, який вигравав з командою всі її шість Кубків Президента

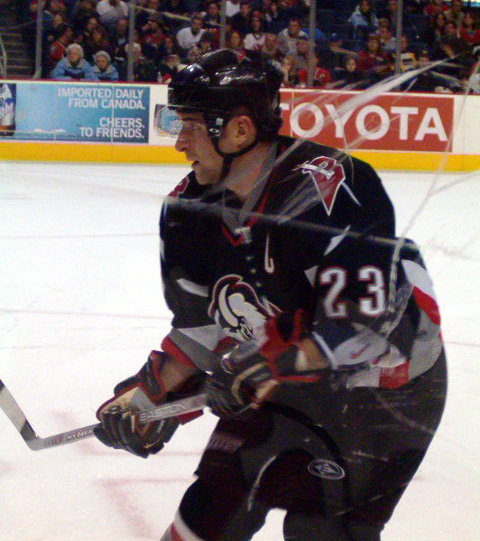
Кріс Друрі вигравав Кубок Президента з «Колорадо Аваланч» у 2000-01 та з «Баффало Сейбрс» у 2006-07 роках

| Рік     | Переможець                       | Очок | Результати плей-оф                                         | Номер перемоги |
| ------- | -------------------------------- | ---- | ---------------------------------------------------------- | -------------- |
| 1985-86 | Едмонтон Ойлерс                  | 119  | Програли у фіналі дивізіону (КАЛ)                          | 1              |
| 1986-87 | Едмонтон Ойлерс                  | 105  | Виграли Кубок Стенлі                                       | 2              |
| 1987-88 | Калгарі Флеймс                   | 105  | Програли у фіналі дивізіону (ЕДМ)                          | 1              |
| 1988-89 | Калгарі Флеймс                   | 117  | Виграли Кубок Стенлі                                       | 2              |
| 1989-90 | Бостон Брюїнс                    | 101  | Програли у фіналі Кубку Стенлі (ЕДМ)                       | 1              |
| 1990-91 | Чикаго Блекгокс                  | 106  | Програли у півфіналі конференції (МІН)                     | 1              |
| 1991-92 | Нью-Йорк Рейнджерс               | 105  | Програли у фіналі дивізіону (ПІТ)                          | 1              |
| 1992-93 | Піттсбург Пінгвінс               | 119  | Програли у фіналі дивізіону (НЙА)                          | 1              |
| 1993-94 | Нью-Йорк Рейнджерс               | 112  | Виграли Кубок Стенлі                                       | 2              |
| 1994-95 | Детройт Ред-Вінгс                | 70   | Програли у фіналі Кубку Стенлі (НДД)                       | 1              |
| 1995-96 | Детройт Ред-Вінгс                | 131  | Програли у фіналі конференції (КОЛ)                        | 2              |
| 1996-97 | Колорадо Аваланч                 | 107  | Програли у фіналі конференції (ДЕТ)                        | 1              |
| 1997-98 | Даллас Старс                     | 109  | Програли у фіналі конференції (ДЕТ)                        | 1              |
| 1998-99 | Даллас Старс                     | 114  | Виграли Кубок Стенлі                                       | 2              |
| 1999-00 | Сент-Луїс Блюз                   | 114  | Програли у чвертьфіналі конференції (СХШ)                  | 1              |
| 2000-01 | Колорадо Аваланч                 | 118  | Виграли Кубок Стенлі                                       | 2              |
| 2001-02 | Детройт Ред-Вінгс                | 116  | Виграли Кубок Стенлі                                       | 3              |
| 2002-03 | Оттава Сенаторс                  | 113  | Програли у фіналі конференції (НДД)                        | 1              |
| 2003-04 | Детройт Ред-Вінгс                | 109  | Програли у півфіналі конференції (КАЛ)                     | 4              |
| 2004-05 | Сезон не проводився через локаут | -    | -                                                          | -              |
| 2005-06 | Детройт Ред-Вінгс                | 124  | Програли у чвертьфіналі конференції (ЕДМ)                  | 5              |
| 2006-07 | Баффало Сейбрс                   | 113  | Програли у фіналі конференції (ОТТ)                        | 1              |
| 2007-08 | Детройт Ред-Вінгс                | 115  | Виграли Кубок Стенлі                                       | 6              |
| 2008-09 | Сан-Хосе Шаркс                   | 117  | Програли у чвертьфіналі конференції (АНА)                  | 1              |
| 2009-10 | Вашингтон Кепіталс               | 121  | Програли у чвертьфіналі конференції (Монреаль Канадієнс)   | 1              |
| 2010-11 | Ванкувер Канакс                  | 117  | Програли у фіналі Кубку Стенлі (Бостон Брюїнс)             | 1              |
| 2011-12 | Ванкувер Канакс                  | 111  | Програли у чвертьфіналі конференції (Лос-Анджелес Кінгс)   | 2              |
| 2012-13 | Чикаго Блекгокс                  | 77   | Виграли Кубок Стенлі                                       | 2              |
| 2013-14 | Бостон Брюїнс                    | 117  | Програли у півфіналі конференції (Монреаль Канадієнс)      | 2              |
| 2014-15 | Нью-Йорк Рейнджерс               | 113  | Програли у фіналі конференції (Тампа-Бей Лайтнінг)         | 3              |
| 2015-16 | Вашингтон Кепіталс               | 120  | Програли у півфіналі конференції (Піттсбург Пінгвінс)      | 2              |
| 2016-17 | Вашингтон Кепіталс               | 118  | Програли у півфіналі конференції (Піттсбург Пінгвінс)      | 3              |
| 2017-18 | Нашвілл Предаторс                | 117  | Програли у півфіналі конференції (Вінніпег Джетс)          | 1              |
| 2018-19 | Тампа-Бей Лайтнінг               | 128  | Програли у чвертьфіналі конференції (Колумбус Блю-Джекетс) | 1              |
| 2019-20 | Бостон Брюїнс                    | 100  | Програли у півфіналі конференції (Тампа-Бей Лайтнінг)      | 3              |
| 2020-21 | Колорадо Аваланч                 | 82   | Програли у півфіналі конференції (Вегас Голден Найтс)      | 3              |
| 2021-22 | Флорида Пантерс                  | 122  | Програли у півфіналі конференції (Тампа-Бей Лайтнінг)      | 1              |
| 2022-23 | Бостон Брюїнс                    | 135  | Програли у чвертьфіналі конференції (Флорида Пантерс)      | 4              |
| 2023-24 | Нью-Йорк Рейнджерс               | 114  | Програли у фіналі конференції (Флорида Пантерс)            | 4              |
| 2024-25 | Вінніпег Джетс                   | 116  | Програли у другому раунді (Даллас Старс)                   | 1              |